# Szuwajlich
Szuwajlich (arab. شويليخ) – wieś w Syrii, w muhafazie Aleppo. W 2004 roku liczyła 946 mieszkańców.